# Knockin' on Heaven's Door (Heaven)
Knockin' on Heaven's Door è il terzo album degli Heaven, pubblicato nel 1985 per l'Etichetta discografica Columbia Records.

## Tracce
1. Show On The Road
2. Wink Of An Eye
3. Knockin' on Heaven's Door (Bob Dylan Cover)
4. No Turning Back
5. Last Laugh
6. Burn
7. Keep The Fire
8. Without Your Love
9. Nowhere To Run

### Tracce aggiunte nel Remaster (1999)
1. Rock On (brano inedito)
2. Hard Life (live)
3. Where Angels Fear To Tread (live)
4. Love child (live)
5. In the Beginning (live)
6. Madness (live)
7. Rock School (live)

## Lineup
- Allan Fryer - Voce
- Mitch Perry - Chitarra, Tastiere
- Mark Cunningham - Chitarra
- Dennis Feldman - Basso
- Tommy Dimitroff - Batteria